# Назад (фильм)
Get Back (рус. Назад) — выпущенный в 1991 году музыкальный фильм с участием Пола Маккартни, отображающий мировой тур Маккартни под названием «The Paul McCartney World Tour», прошедший в 1989—1990 годах. Режиссёры фильма — Ричард Лестер и Aubrey Powell. Для Лестера это было как бы возвращение в 1960-е, когда он снимал фильмы с участием The Beatles: Вечер трудного дня и На помощь!. Фильм снят компаниями MPL и Lionsgate, выпущен на рынок кинокомпаниями Carolco Pictures и New Line Cinema. Переиздан на DVD в 2001 году.
«Назад» был последним фильмом, снятым Ричардом Лестером, перед его уходом в отставку из кинематографа.

## Список композиций
Все песни написаны Джоном Ленноном и Полом Маккартни, кроме указанных особо.
1. «Band on the Run» (Пол Маккартни)
2. «Got to Get You into My Life»
3. «Rough Ride» (Маккартни)
4. «The Long and Winding Road»
5. «The Fool on the Hill»
6. «Sgt. Pepper’s Lonely Hearts Club Band»
7. «Good Day Sunshine»
8. «I Saw Her Standing There»
9. «Put It There» (Маккартни)
10. «Eleanor Rigby»
11. «Back in the U.S.S.R.»
12. «This One» (Маккартни)
13. «Can't Buy Me Love»
14. «Coming Up» (Маккартни)
15. «Let It Be»
16. «Live and Let Die» (Маккартни)
17. «Hey Jude»
18. «Yesterday»
19. «Get Back»
20. «Golden Slumbers»
21. «Carry That Weight»
22. «The End»
23. «Birthday» (Только звук)